# ЭР22
ЭР22 (Электропоезд Рижский, 22-й тип) — серия электропоездов постоянного тока Рижского вагоностроительного завода (РВЗ), предназначенных для эксплуатации на наиболее загруженных пригородных направлениях. Выпускалась (с модификациями) в 1964—1976 годах. Создана на базе серии ЭР10 — также включает вагоны Мг (моторный головной) и Пп (прицепной промежуточный), имеющие увеличенную длину и нетрадиционную компоновку с тремя дверями по бортам. Включает три варианта исполнения (модификации).

## История создания и выпуска

### Предыстория
В 1960-х годах основными электропоездами на железных дорогах СССР являлись ЭР1, ЭР2 и ЭР9, серийно строившиеся на Рижском вагоностроительном заводe. По сравнению с предшественниками — составами серий С — они обладали значительно более высокими технико-экономическими характеристиками. Вместе с тем идея ещё более эффективного использования моторвагонной тяги на наиболее загруженных участках за счёт ввода в эксплуатацию электропоездов с трёхдверными вагонами увеличенной длины не оставляла конструкторов и инженеров.
В 1960 году Рижским вагоностроительным заводом был создан электропоезд ЭР10 с увеличенной длиной кузова, наличием дополнительных входных дверей в центре вагонов (по три двери с каждой стороны) и оборудованием, позволявшим использовать электрическое (рекуперативно-реостатное) торможение. В отличие от предшественников, поезд формировался из вагонов двух типов — головных моторных и промежуточных прицепных, и мог сцепляться в сдвоенный состав по системе многих единиц. Всего в период 1960—1961 было выпущено шесть четырёхвагонных поездов ЭР10, объединённых по системе многих единиц в три восьмивагонных состава. Однако мощность тяговых двигателей ЭР10 была признана недостаточной, и потому массовый выпуск этих поездов так и не был начат, а завод начал усовершенствование проекта.

### Проектирование
В 1961—1962 годах РВЗ на базе ЭР10 спроектировал электропоезд ЭР20. На этих поездах предполагалось применить двигатели увеличенной мощности по 220 кВт, а конструкционную скорость электропоезда повысить до 160 км/ч. В процессе проектирования ЭР20 производились усовершенствования конструкции электрооборудования, а тяговые электродвигатели было решено сделать самовентилируемыми, повысив их мощность до 230 кВт. В итоге электропоезд ЭР20 так и не был построен, но его проект, претерпев незначительные изменения, стал основой для электропоездов ЭР22 с конструкционной скоростью 130 км/ч. Для новых поездов была создана новая конструкция лобовой части с двумя лобовыми стенками, сходящимися по центру под небольшим углом. Постройка поездов ЭР22 началась в 1964 году.

### Выпуск
Опытные четырёхвагонные составы ЭР22 были выпущены в 1964 году в количестве двух единиц, впоследствии объединённых в один восьмивагонный поезд. В 1965 году РВЗ приступил к серийному производству электропоездов ЭР22, продолжавшемуся до 1968 года. При этом РВЗ изготавливал моторные вагоны, а Калининский вагоностроительный завод (КВЗ) — прицепные; электрооборудование для ЭР22 изготавливал Рижский электромашиностроительный завод (РЭЗ).
В процессе производства в конструкцию электропоезда постоянно вносились изменения. В частности, начиная со второго по счёту состава — ЭР22-02 — стали устанавливаться бандажные колёса моторных тележек, а начиная с ЭР22-03 подверглась изменениям часть электрооборудования (пантограф, электропневматические контакторы, система отопления и др.), были увеличены стёкла кабины машиниста, стала использоваться новая окраска кузова (тёмно-вишнёвая нижняя часть и бежевый верх). В дальнейшем вносилось и много других изменений в конструкцию отдельных узлов (тележек, электродвигателей, электрооборудования), осуществляемых как в порядке эксперимента на отдельных составах, так и с переходом на новую конструкцию на всех составах, выпускаемых в дальнейшем. Основной целью вносимых изменений было повышение надёжности работы этих узлов и уменьшение массы моторных вагонов электропоезда.
Постройка электропоездов серии ЭР22 прекратилась в 1968 году в связи с большой осевой нагрузкой моторных вагонов и неудовлетворительной работой схемы электрического торможения. За это время было построено 66 восьмивагонных составов.
Интересный факт: в 1968 году, когда выпуск классических ЭР22 было решено завершить, уже были частично изготовлены моторные вагоны для поезда ЭР22-67. В итоге два вагона было решено достроить и отправить на специальные испытания. Один из вагонов, обозначенный как ЭР22-ОП1, был отправлен на краш-тест (ударно-прочностные испытания); в процессе испытаний он был разрушен и списан. Другой вагон на технологических тележках был отправлен на Калининский вагоностроительный завод (КВЗ), где он был модернизирован в экспериментальный турбореактивный вагон-лабораторию СВЛ с двумя авиационными двигателями и вскоре отправлен на скоростные испытания.
Далее последовало единичное производство модификаций ЭР22М в 1972 году и ЭР22В в 1975—1976 годах в количестве двух единиц на каждую серию. По тем же причинам, что и базовая модель ЭР22, электропоезда модификаций М и В также не пошли в серию, и выпуск составов ЭР22 с кузовами длиной 24,5 м был прекращён. Вместо них завод перешёл к выпуску электропоездов ЭР2Р, по электрической части близких к ЭР22, но базирующихся на основе конструкции поездов ЭР2.
Несмотря на прекращение выпуска электропоездов серии ЭР22 и её конструктивного аналога для переменного тока ЭР11 для МПС СССР, РВЗ продолжил производство электропоездов с аналогичной компоновкой и схожей длиной и планировки вагонов на экспорт. Для Болгарии выпускались поезда серий ЭР25 и ЭР33, а для Югославии/Сербии — ЭР31 и ЭР35, при этом все поезда кроме ЭР25 имели по три тамбура на вагон.
Заводские обозначения поезда и вагонов:
| Вариант | Обозначение поезда | Обозначение вагона Мг | Обозначение вагона Пп |
| ------- | ------------------ | --------------------- | --------------------- |
| ЭР22    | 62-105             | 62-106                | 62-107                |
| ЭР22М   | 62-219             | 62-220                | 62-221                |
| ЭР22В   | 62-247             | 62-248                | 62-249                |

Данные по выпуску составов ЭР22 базовой модели и модификаций приведены в таблице:
| Год   | Серия | Составов выпущено | Вагонов выпущено | Вагонов выпущено | Номера составов |
| Год   | Серия | Составов выпущено | Мг               | Пп               | Номера составов |
| 1964  | ЭР22  | 2                 | 8                | 8                | 01, 02          |
| 1965  | ЭР22  | 4                 | 16               | 16               | 03, 04, 05, 08  |
| 1966  | ЭР22  | 3                 | 12               | 12               | 06, 07, 09      |
| 1967  | ЭР22  | 12                | 48               | 48               | 10 — 21         |
| 1968  | ЭР22  | 45                | 180 + 2 доп.     | 180              | 22 — 66         |
| 1972  | ЭР22М | 2                 | 8                | 8                | 67, 68          |
| 1975  | ЭР22В | 1                 | 4                | 4                | 69              |
| 1976  | ЭР22В | 1                 | 4                | 4                | 70              |
| Всего | ЭР22  | 66                | 254 + 2 доп.     | 254              | 01 — 66         |
| Всего | ЭР22М | 2                 | 8                | 8                | 67, 68          |
| Всего | ЭР22В | 2                 | 8                | 8                | 69, 70          |

## Модификации и модернизации

### ЭР22М

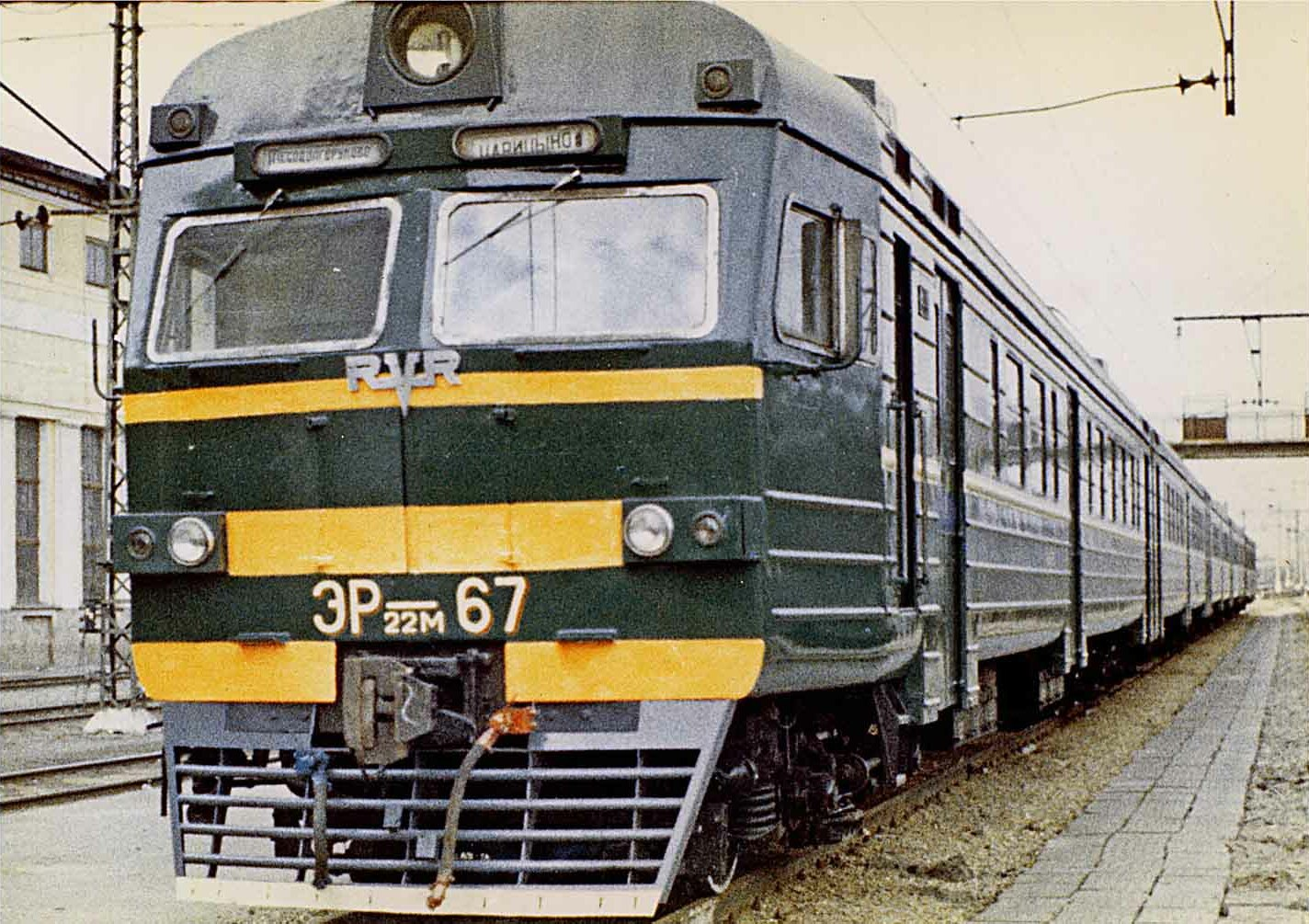
ЭР22М-67

В 1972 году Рижский вагоностроительный завод выпустил два двухсекционных восьмивагонных электропоезда, получивших серию ЭР22М (заводское обозначение 62-219), с присвоением номеров 67 и 68. В отличие от предшественников, на этих электропоездах был применён рестайлинг, часть электрооборудования была перенесена из моторных вагонов в прицепные (ввиду чего моторный вагон утратил возможность передвигаться без прицепного). Были также установлены новые тележки и электрооборудование. Вагоны стали оборудоваться комбинированными выходами (на низкие и высокие платформы). Кроме того, головные вагоны получили новую форму кабины машиниста, близкую к форме кабины электропоездов ЭР2 с номера 1028 и отличающиюся некоторыми деталями. Подобная форма незадолго до этого была применена на экспортном электропоезде ЭР25. После ЭР22М аналогичная кабина с несущественными изменениями станет применяться на всех серийных пригородных электропоездах РВЗ с 1974 года; на её базе несколько позже будет разработана новая кабина для дизель-поездов ДР1А.
Масса моторного вагона составляла 65 т, прицепного — 46 т. Длина вагонов не претерпела изменений, а ширина возросла на 0,03 м.
Электропоезда ЭР22М поступили в депо Нахабино для обслуживания пассажиров Рижского и Курского направлений, где эксплуатировались до 1984 года.

### ЭР22В

ЭР22В-69

В 1975 и 1976 годах РВЗ выпустил два восьмивагонных электропоезда ЭР22В (заводское обозначение 62-247), с присвоением номеров 69 и 70, с выходами на высокие платформы (что и нашло отражение в индексе «В»). Кабины этих поездов по форме были практически полностью идентичны ЭР2 с номера 1028 и несколько отличались от ЭР22М. В переходных площадках между вагонами были применены резиновые элементы вместо металлических. Поезда получили иные, чем у ЭР22М, тележки, и несколько другое электрооборудование. Масса и вместимость вагонов не претерпели изменений.
Электропоезда ЭР22В первоначально поступили в депо Нахабино. В 1988-м они были переданы в депо Новомосковск, где работали до 1994 года, а затем исключены из инвентаря, так как к тому времени подошёл срок проведения очередного капитального ремонта, но на Московском Локомотиворемонтном Заводе, который один проводил капремонт всем электропоездам ЭР22, не было запчастей.
На базе комплекта электрооборудования ЭР22В в 1979 году был построен опытный состав ЭР2Р-7001 (в проекте ЭР22К-71).

## Общие сведения

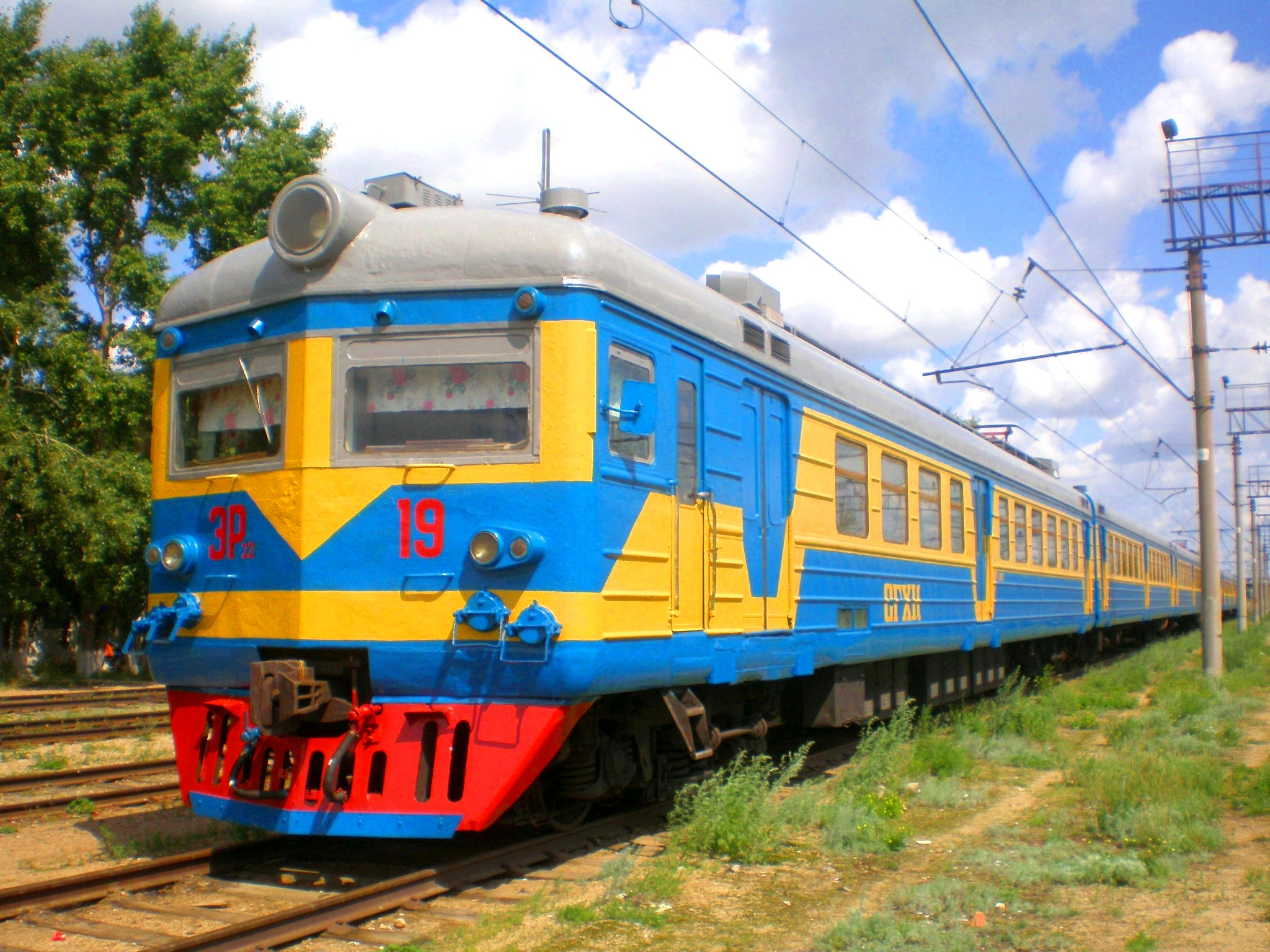
ЭР22-19 в сине-жёлтой окраске на станции Степногорск в Казахстане

Электропоезда семейства ЭР22 являются дальнейшим развитием электропоездов ЭР10 и предназначены для пригородных и городских пассажирских перевозок на наиболее загруженных электрифицированных участках железных дорог колеи 1520 мм с номинальным напряжением в контактной сети 3 кВ постоянного тока. Существовало три разновидности поездов — базовая модель ЭР22 (выпущено 66 составов) и модификации ЭР22М и ЭР22В с изменённой кабиной и расположением оборудования (выпущено по 2 состава каждой модели). Поезда базовой модели ЭР22 и модификации В имели выходы, рассчитанные исключительно на высокие платформы, а поезда модификации М — комбинированные выходы как на высокие, так и низкие платформы. Все поезда серии ЭР22, как и предшественники ЭР10, имели электрическое торможение.
У серии ЭР22 имеется конструктивный аналог для линий переменного тока 25 кВ 50 Гц — серия ЭР11, имеющая незначительные отличия по расположению дверей у головных вагонов и ввиду условий эксплуатации снабжённая комбинированными выходами.

### Составность
Электропоезда ЭР22 формировались по принципу четырёхвагонных составов-секций, состоящих из равного количества вагонов двух типов — моторного головного (Мг) и прицепного промежуточного (Пп) по схеме Мг+Пп+Пп+Мг для состава. Каждая такая секция состояла из двух базовых секций, включавших один головной моторный и сцепленный с ним промежуточный прицепной вагон. Стандартный восьмивагонный поезд поставлялся в композиции 2×(Мг+Пп+Пп+Мг), то есть состоял из двух одинаковых четырёхвагонных поездов-секций, работающих по системе многих единиц, или четырёх базовых секций. При необходимости восьмивагонный поезд мог расцепляться на два полноценных четырёхвагонных.
Моторные вагоны поездов базовой модели ЭР22 были способны эксплуатироваться самостоятельно без прицепных вагонов, что при необходимости позволяло формировать двух- и трёхвагонные поезда без прицепных вагонов или с одним прицепным вагоном вместо двух соответственно, а при возможности изменения направления движения моторный вагон или двухвагонная секция из моторного и прицепного вагонов могли ограниченно эксплуатироваться и в одиночку при возможности разворота в пунктах назначения. Таким образом, поезда в общем случае могли формироваться по схеме (Мг+0…2×Пп+Мг) или (Мг+0…2×Пп+Мг)+(Мг+0…2×Пп+Мг) по системе многих единиц до двух поездов в составе. В то же время у поездов модификаций ЭР22М и ЭР22В моторные вагоны были неспособны эксплуатироваться самостоятельно без сцепленных с ними прицепных вагонов ввиду переноса части оборудования первых на последние, и состав мог быть сформирован только из равного количества моторных и попарно сцепленных с ними прицепных вагонов.
Построенные в 1964 году две четырёхвагонные секции ЭР22, получившие заводское обозначение 62-105, включали по четыре вагона: два моторных, являвшихся одновременно головными, и два прицепных. Далее систему присвоения номеров поездам было решено изменить с четырёхвагонной на восьмивагонную, и обе секции были объединены в один состав под номером 01, а номер 02 получил другой восьмивагонный состав.

### Технические характеристики
Основные параметры электропоезда ЭР22 (модель 62-105) и модификаций ЭР22М (62-219) и ЭР22В (62-247):
| Параметр                                    | Параметр                                  | Вагон       | Вагон  | Состав                       | Состав                       |
| Параметр                                    | Параметр                                  | Мг          | Пп     | 4 вагона                     | 8 вагонов                    |
| Осевая формула                              | Осевая формула                            | 20—20       | 2—2    | см. данные вагонов           | см. данные вагонов           |
| Количество дверей                           | Количество дверей                         | 2×3         | 2×3    | 2×12                         | 2×24                         |
| Размеры                                     |                                           |             |        |                              |                              |
| Длина, мм                                   | по осям автосцепок                        | 25 056      | 25 056 | 100 224                      | 200 448                      |
| Длина, мм                                   | по кузову                                 | 24 500      | 24 500 | 24 500                       | 24 500                       |
| Ширина кузова, мм                           | ЭР22                                      | 3450        | 3450   | 3450                         | 3450                         |
| Ширина кузова, мм                           | ЭР22М, ЭР22В                              | 3480        | 3480   | 3480                         | 3480                         |
| Высота от уровня головок рельс, мм          | по верху крыши                            | 4252        | 4252   | 4252                         | 4252                         |
| Высота от уровня головок рельс, мм          | по опущенному токоприёмнику               | 5137        | —      | 5137                         | 5137                         |
| Высота от уровня головок рельс, мм          | максимальная по поднятому токоприёмнику   | 7057        | —      | 7057                         | 7057                         |
| Шкворневая база вагона, мм                  | ЭР22                                      | 18 000      | 18 800 | 18 000 (Мг) / 18 800 (Пп)    | 18 000 (Мг) / 18 800 (Пп)    |
| Шкворневая база вагона, мм                  | ЭР22М                                     | 17 600      | 17 600 | 17 600                       | 17 600                       |
| Шкворневая база вагона, мм                  | ЭР22В                                     | 17 600      | 17 600 | 17 600                       | 17 600                       |
| Полная колёсная база вагона, мм             | ЭР22                                      | 20 750      | 21 200 | 18 000 (Мг) / 18 800 (Пп)    | 18 000 (Мг) / 18 800 (Пп)    |
| Полная колёсная база вагона, мм             | ЭР22М                                     | 20 350      | 20 350 | 20 350                       | 20 350                       |
| Полная колёсная база вагона, мм             | ЭР22В                                     | 20 200      | 20 200 | 20 200                       | 20 200                       |
| Колёсная база тележек, мм                   | ЭР22                                      | 2750        | 2400   | 2750 (мот.) / 2400 (безмот.) | 2750 (мот.) / 2400 (безмот.) |
| Колёсная база тележек, мм                   | ЭР22М                                     | 2750        | 2750   | 2750                         | 2750                         |
| Колёсная база тележек, мм                   | ЭР22В                                     | 2600        | 2600   | 2600                         | 2600                         |
| Диаметр новых колёс, мм                     | Диаметр новых колёс, мм                   | 1050        | 950    | 1050 (Мг) / 950 (Пп)         | 1050 (Мг) / 950 (Пп)         |
| Ширина колеи, мм                            | Ширина колеи, мм                          | 1520        | 1520   | 1520                         | 1520                         |
| Весовые характеристики                      |                                           |             |        |                              |                              |
| Масса тары, т.                              | ЭР22 опытные                              | 66,5        | 40,7   | 214,4                        | 428,8                        |
| Масса тары, т.                              | ЭР22 серийные                             | 63,5        | 40,7   | 208,4                        | 416,8                        |
| Масса тары, т.                              | ЭР22М                                     | 65          | 46     | 222                          | 444                          |
| Масса тары, т.                              | ЭР22В                                     | 64          | 46     | 220                          | 440                          |
| Пассажировместимость                        |                                           |             |        |                              |                              |
| Число сидячих мест                          | ЭР22                                      | 116         | 131    | 494                          | 988                          |
| Число сидячих мест                          | ЭР22М, ЭР22В                              | 112         | 130    | 484                          | 968                          |
| Тягово-энергетические характеристики        |                                           |             |        |                              |                              |
| Напряжение и род тока контактной сети       | Напряжение и род тока контактной сети     | 3000 В =    | —      | 3000 В =                     | 3000 В =                     |
| Часовая мощность тяговых двигателей, кВт    | РТ-113                                    | 4×230 = 920 | —      | 2×(4×230) = 1840             | 4×(4×230) = 3680             |
| Часовая мощность тяговых двигателей, кВт    | РТ-113А                                   | 4×220 = 880 | —      | 2×(4×220) = 1760             | 4×(4×220) = 3520             |
| Часовая мощность тяговых двигателей, кВт    | РТ-117, РТ-117А                           | 4×240 = 960 | —      | 2×(4×240) = 1920             | 4×(4×220) = 3840             |
| Длительная мощность тяговых двигателей, кВт | РТ-113                                    | 4×176 = 704 | —      | 2×(4×176) = 1408             | 4×(4×176) = 2816             |
| Длительная мощность тяговых двигателей, кВт | РТ-113А                                   | 4×175 = 700 | —      | 2×(4×175) = 1400             | 4×(4×175) = 2800             |
| Сила тяги, тс (с двигателями РТ-113)        | при скорости 34,8 км/ч (возбуждение 100%) | 9,700       | —      | 19,40                        | 38,80                        |
| Сила тяги, тс (с двигателями РТ-113)        | при скорости 44,0 км/ч (возбуждение 50%)  | 7,650       | —      | 15,30                        | 30,60                        |
| Сила тяги, тс (с двигателями РТ-113)        | при скорости 72,3 км/ч (возбуждение 23%)  | 4,670       | —      | 9,34                         | 18,68                        |
| Сила тяги, тс (с двигателями РТ-113)        | при скорости 130 км/ч (возбуждение 25%)   | 1,200       | —      | 2,40                         | 4,80                         |
| Конструкционная скорость, км/ч              | Конструкционная скорость, км/ч            | 130         | 130    | 130                          | 130                          |
| Среднее ускорение, м/с²                     | Среднее ускорение, м/с²                   | 0,72        | —      | 0,72                         | 0,72                         |
| Передаточное отношение редуктора            | Передаточное отношение редуктора          | 22:75       | —      | 22:75                        | 22:75                        |

### Нумерация и маркировка
Система нумерации и маркировки, применённая на поездах серии ЭР22, в целом соответствует принятой для других электропоездов РВЗ. Впервые подобная система применена для серии ЭР1; однако в данном случае есть отличия в нумерации вагонов, поскольку композиция состава существенно отличается от ЭР1.
Составы получали номера двухзначного написания, начиная от 01, хотя на ЭР22-01 ноль не маркировался. Маркировка на лобовой части серийных головных вагонов выполнялась в форматах, соответственно, ЭР22-ХХ, ЭР22М-ХХ и ЭР22В-ХХ, где ХХ — номер состава (без указания номера вагона). На опытным образце (ЭР22-01) маркировка на лобовой части включала и номер вагона, то есть, например, ЭР22-108. На модернизированных поездах (ЭР22М) какое-то время была маркировка с трёхзначным номером, то есть ЭР22М-067 и ЭР22М-068, однако в дальнейшем формат был приведён к двухзначному. Маркировка выполнялась под лобовыми стёклами в центре.
Каждый вагон состава получал свой номер, в котором первые цифры означали номер состава, последние две — номер вагона по комплекту. Маркировка с номерами вагонов выполнялась под окнами рядом с дверями среднего тамбура и отличалась добавлением двух цифр номера вагона в тот же формат. Моторные вагоны получали чётные номера (02, 04, 06 и 08), прицепные — нечётные (01, 03, 05 и 07). Например, маркировка первого головного (моторного) вагона электропоезда ЭР22-16 будет ЭР22-1602; одного из промежуточных (прицепных) вагонов того же поезда будет ЭР22-1605 и т. д. Также под лобовыми стёклами в центре (над номером) закреплялся логотип РВЗ того времени (пятиконечная звезда с двумя крыльями по бокам и буквами «РВЗ» сверху). После внедрения обновлённой кабины (на поездах ЭР22М, ЭР22В) на том же месте закреплялся новый логотип (буквы «RVR»).
На составах ЭР22 цифры после букв «ЭР» были меньшего размера по сравнению с цифрами заводского номера и самими буквами (как будто в нижнем индексе). Однако, в отличие от маркировки дизель-поезда Д1, здесь был применён мелкий шрифт (например, ЭР22-45), а не нижний индекс, о чём свидетельствуют технические документы и надписи на заводских табличках. На составах ЭР22М и ЭР22В все буквы и цифры стали наноситься одинаковым шрифтом, в том числе на заводских табличках; хотя на некоторых составах при проведении ремонтов с перекраской мог снова применяться мелкий шрифт (например, ЭР22М-67). Случаев применения верхнего или нижнего индекса не зафиксировано.
Также после расформирования электропоезда ЭР11-1, идентичного по конструкции с ЭР22, все его четыре прицепных вагона были переоборудованы для эксплуатации в составе электропоездов ЭР22; при этом вагоны были перемаркированы: ЭР11-101 в ЭР22-001, ЭР11-103 в ЭР22-003, ЭР11-105 в ЭР22-005, ЭР11-107 в ЭР22-007.

## Конструкция
Кузов обладал длиной 24,5 м, шириной 3,45 м и высотой от уровня головок рельсов 4,252 м. Колёсная база моторных вагонов ЭР22 составляла 20,75 м, прицепных — 21,2 м. Вагоны имели три пары раздвижных пневматических дверей с каждой стороны для выхода на высокие платформы.
Масса моторного вагона составляла 66,5 т, прицепного — 40,7 т.
Под моторные вагоны подкатывались новые тележки бесчелюстного типа с опорно-рамной подвеской тяговых двигателей. Под прицепные вагоны подкатывались новые тележки разработки КВЗ, причём предусматривался вариант исполнения с дисковыми тормозами. Колёса моторных вагонов на первом составе были цельнокатаными и имели диаметр 1050 мм.
Тяговые электродвигатели РТ-113, установленные на каждой оси моторных вагонов, имели в часовом режиме (при 100 % возбуждении) мощность 230 кВт.
Пассажирские салоны имели пластиковую облицовку и мягкие диваны. Число мест для сидения в моторных вагонах составляло 116, в прицепных — 131.

### Электрическое оборудование
Тяговые двигатели и мощные вспомогательные потребители электропоезда питаются напряжением 3000 В постоянного тока. На каждую секцию электропоезда это напряжение подаётся из контактной сети через токоприёмник типа "пантограф", установленный на крыше моторного вагона. От токоприёмника напряжение 3000 В через дроссель подавления радиопомех ФД и главный разъединитель ГР поступает:
- через контакты быстродействующего выключателя - в цепи тяговых двигателей;
- через высоковольтный предохранитель ВП1 - в цепи нагревателей отопления моторного вагона, цепи реле напряжения и вольтметра контактной сети, цепи питания счётчиков электроэнергии;
- через высоковольтный предохранитель ВП2 - в цепи двигателя электромашинного преобразователя;
- через высоковольтный предохранитель ВП3, контактор и высоковольтное межвагонное соединение - в цепи нагревателей отопления прицепного вагона.

Пройдя через тяговые двигатели, нагреватели отопления и двигатель электромашинного преобразователя, ток высокого напряжения уходит в рельсы через токовую обмотку счётчика электроэнергии Сч1 и заземляющие устройства моторного вагона.

#### Электрические аппараты защиты тяговых двигателей
Для выключения тяговых двигателей при недопустимом понижении напряжения в контактной сети, а также для сигнализации об этом машинисту на каждом моторном вагоне установлено реле минимального напряжения РН (тип - Р-302-5). Его катушка подключена к цепям 3000 В моторного вагона. Для ограничения напряжения, подаваемого на катушку реле, последовательно с катушкой включено сопротивление 60000 Ом. Нормально реле напряжения включается сразу после подъёма токоприёмника, при наличии напряжения. При исчезновении напряжения в контактной сети либо при его недопустимом снижении РН выключается и своими контактами выключает линейный контактор ЛК и контакторы электрического торможения ОВ и КВ, исключая работу тяговых двигателей при пониженном напряжении в контактной сети. При выключении реле напряжения хотя бы одного моторного вагона в кабинах машиниста загорается белая сигнальная лампа "РН". Реле напряжения аналогично срабатывает при опускании токоприёмника или при перегорании высоковольтного предохранителя ВП1.

#### Компрессоры
Пневматические тормоза, звуковые сигналы, многие электрические аппараты и автоматические двери электропоезда ЭР22 работают на сжатом воздухе. Для получения сжатого воздуха на каждом моторном вагоне установлен мотор-компрессор, состоящий из поршневого компрессора типа ЭК-7В и его трёхфазного асинхронного электродвигателя типа АОСВ-72-6. Электродвигатель мощностью 5 кВт питается трёхфазным переменным напряжением 220 В 50 Гц от генератора данного вагона. Поэтому включение компрессоров возможно только после подъёма токоприёмников и запуска мотор-генераторов. На каждом моторном вагоне после запуска мотор-генератора включается контактор компрессора, подключая электродвигатель компрессора к цепям 220 В. Двигатель начинает вращать вал компрессора.
Для автоматического включения/выключения компрессоров в зависимости от давления сжатого воздуха в пневмосистеме на головных вагонах установлены пневматические выключатели — регуляторы давления (тип АК-11Б). Они контролируют давление сжатого воздуха, создаваемое компрессорами. Когда это давление достигнет 8 а, регуляторы давления выключат контакторы компрессоров. Двигатели компрессоров обесточатся и компрессоры прекратят работу. Когда давление воздуха снизится до 6.5 а, регуляторы давления включат контакторы компрессоров. Компрессоры снова начнут вырабатывать сжатый воздух. Двигатель компрессора автоматически выключается при срабатывании теплового реле перегрузки компрессора, а также в режиме электрического торможения с независимым возбуждением.
ЭР22 – первый серийный отечественный электропоезд постоянного тока, на котором в качестве двигателей компрессоров были применены низковольтные двигатели переменного тока вместо высоковольтных двигателей постоянного тока.

#### Отопление
Отопление кабины машиниста незначительно отличалось от отопления кабин электропоездов ЭР1 и ЭР2 до №1028. Для отопления кабины применяются 4 электропечи (вместо 5 на ЭР1). Нагреватели каждой печи рассчитаны на максимальное напряжение 1000 В, поэтому для работы от напряжения 3000 В нагреватели всех 4-х печей включены последовательно. Для работы отопления кабины машиниста необходимо после подъёма токоприёмников включить кнопку "Служебное отопление". При этом на головном вагоне поезда включается контактор электропечей КО5, подавая напряжение 3000 В на нагреватели печей. Отопление каждой кабины машиниста включается отдельно. На электропоездах ЭР22 для включения отопления кабины не требовалось включения выключателя цепей управления (ВУ).
Предусмотрено автоматическое включение/выключение электропечей кабины машиниста с целью поддержания в ней необходимой температуры. Для этого в каждой кабине машиниста установлен жидкостный терморегулятор кабины ТРК типа РТ-4. Когда температура воздуха в кабине повышается до +18 градусов Цельсия, ТРК выключает контактор электропечей кабины. Печи обесточиваются, прекращая обогрев кабины. При снижении температуры воздуха в кабине ТРК включает контактор электропечей. Также предусмотрено автоматическое выключение отопления кабины при перегрузке в цепях 3000 В отопления: в этом режиме срабатывает реле перегрузки отопления РПО и выключает контактор электропечей.

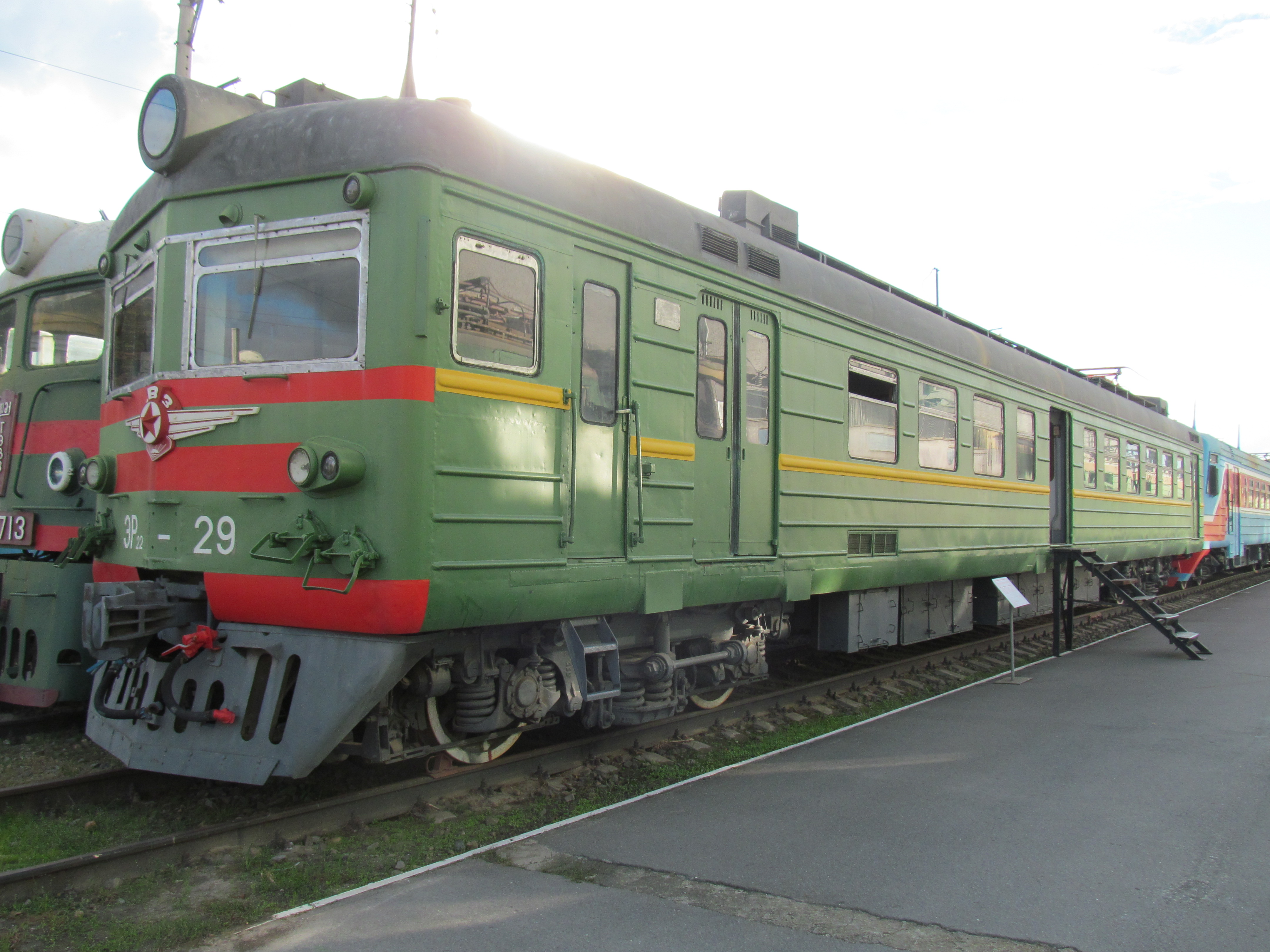
ЭР22-29. Вагон ЭР22-2908 (Мг)
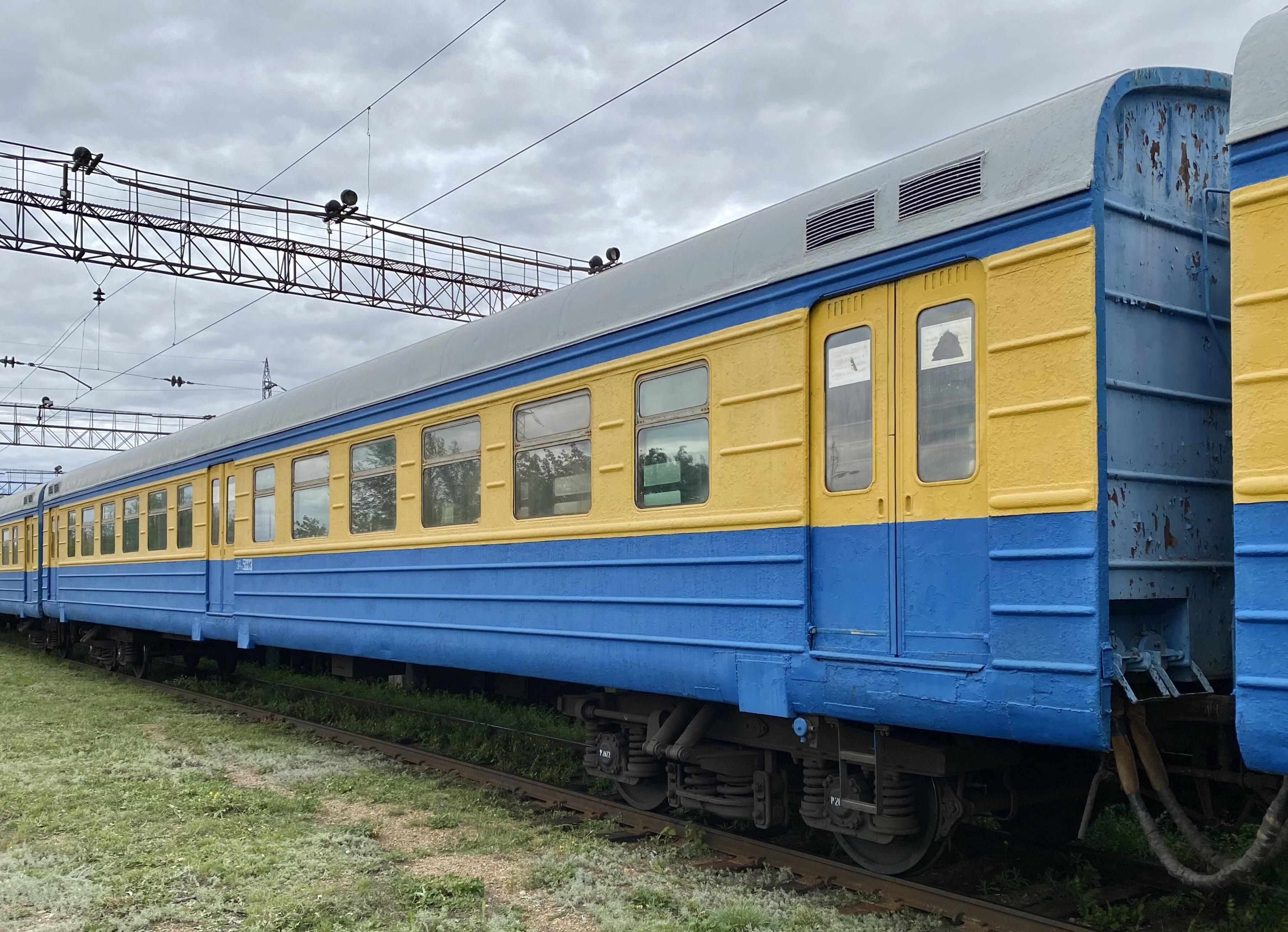
ЭР22-50. Вагон ЭР22-5003 (Пп)
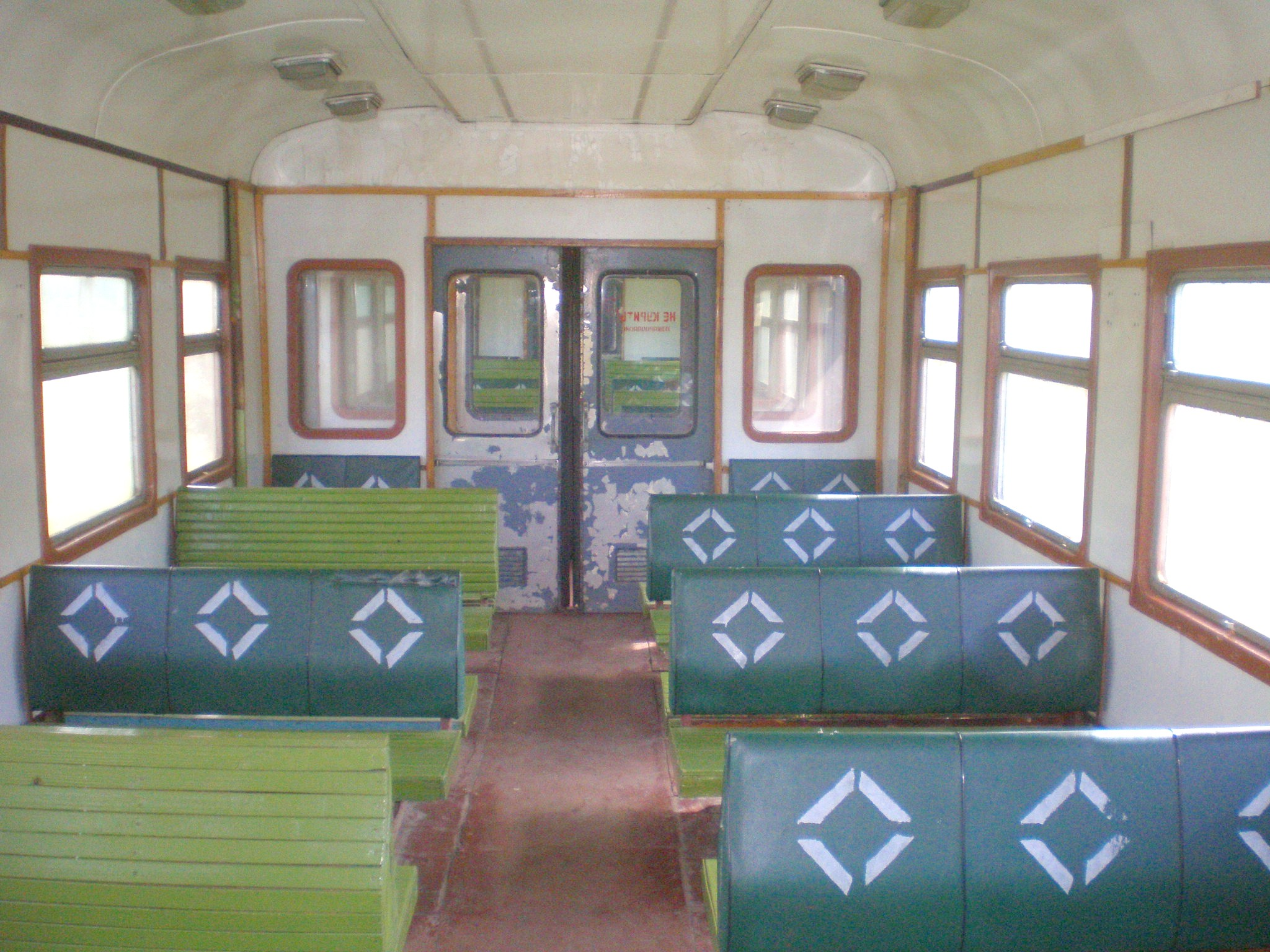
Салон вагона электропоезда ЭР22-64

## МВПС, созданный на базе серии ЭР22

### Электропоезд ЭР11

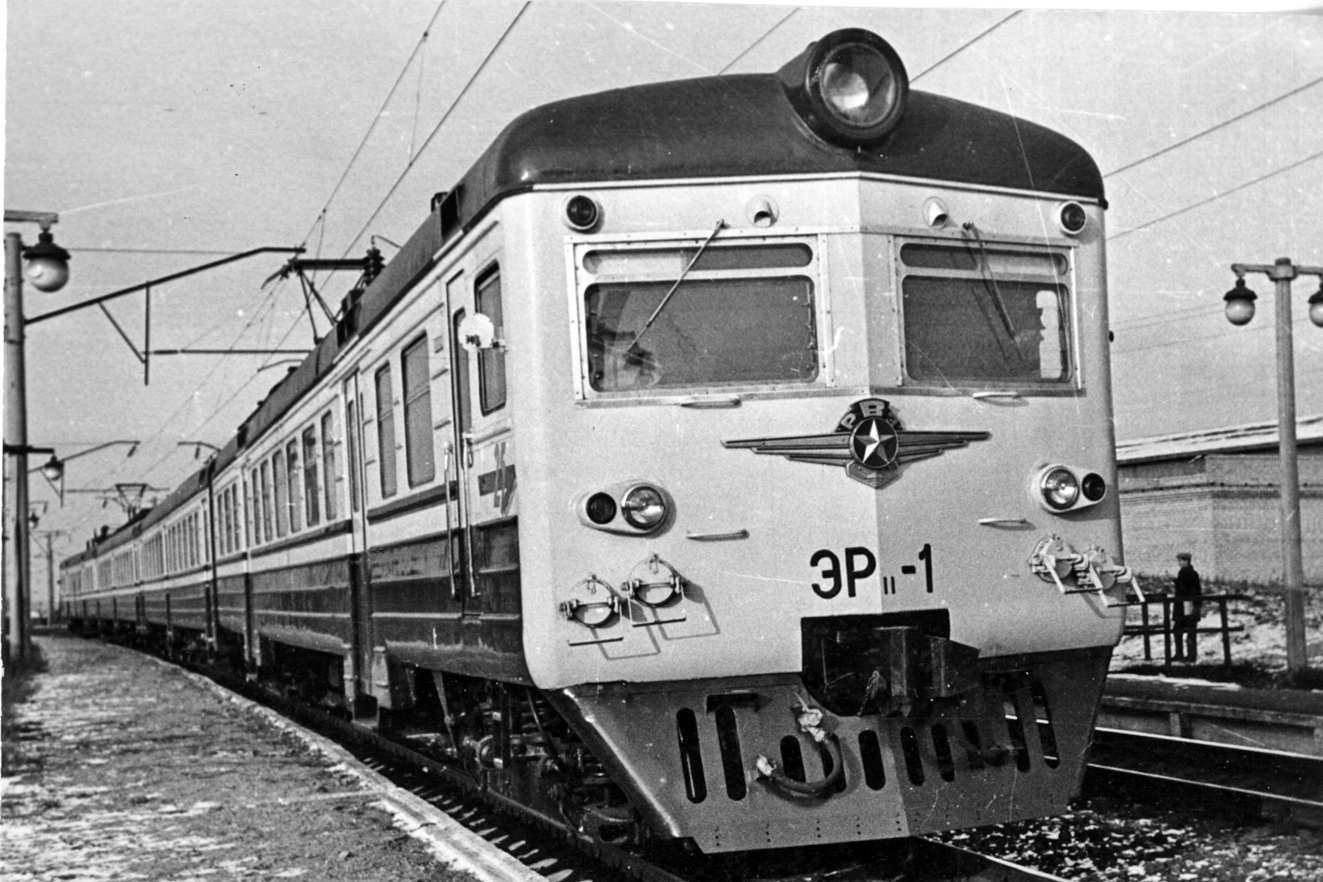
ЭР11-1 в четырёхвагонной составности на станции Беларусь

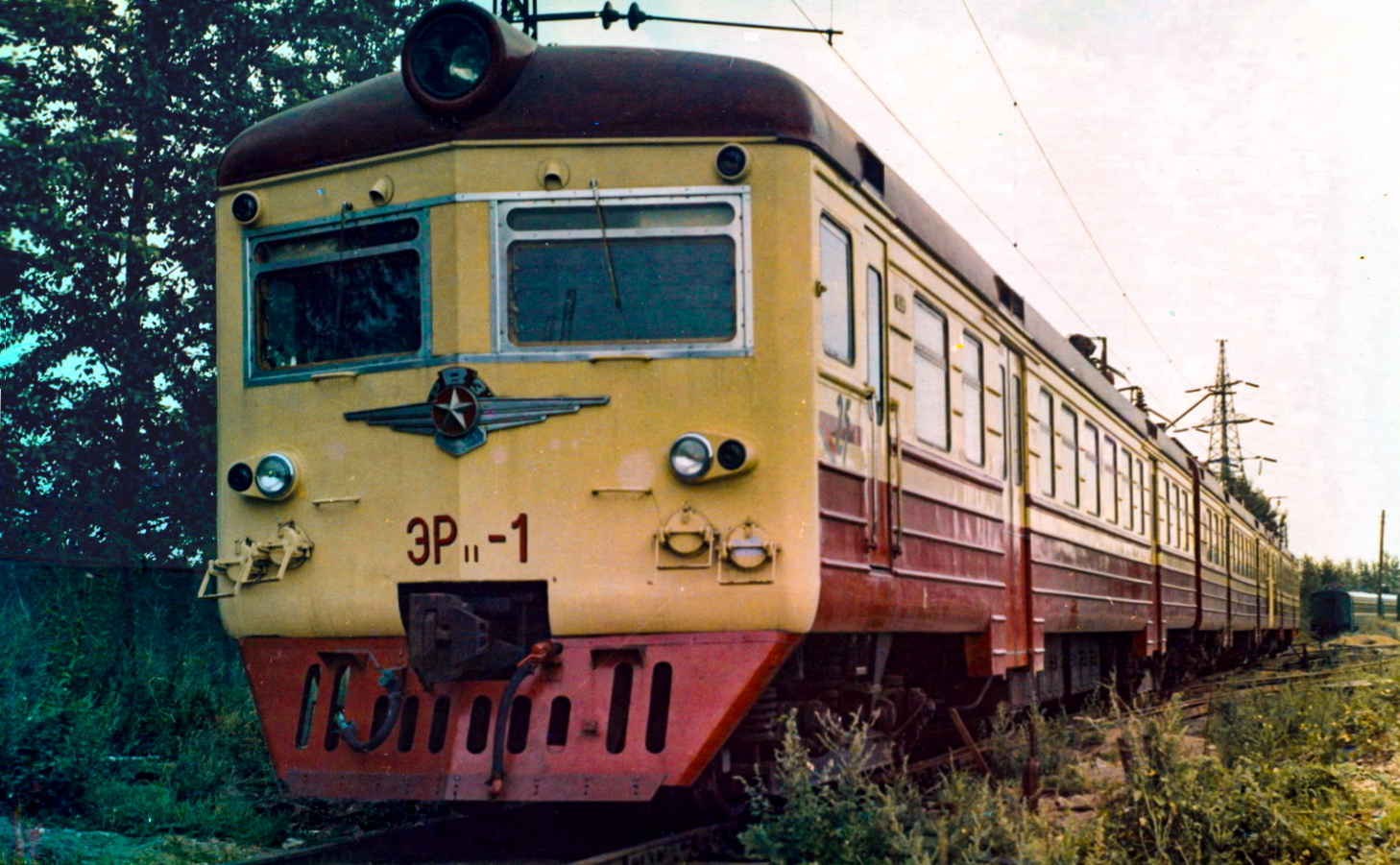
Головные моторные вагоны ЭР11-1 на заводе

В 1965 году на базе конструктивной части ЭР22 был разработан электропоезд ЭР11, ставший аналогом ЭР22, предназначенным для работы на пригородных узлах, электрифицированных на переменном токе 25 кВ, 50 Гц. Выпущен единственный восьмивагонный состав. Кроме принципиально иного тягового оборудования, по сравнению с ЭР22 моторные вагоны этого поезда имели только две пары дверей, которые делили пассажирский салон на три части (короткие по краям и длинную в середине), а также все вагоны поезда имели комбинированные выходы (на низкие и высокие платформы). С завода электропоезд имел жёлто-вишнёвый окрас, сходный с окрасом поездов ЭР22, но при этом лобовая часть головных вагонов, за исключением путеочистителя, имела целиком жёлтый цвет.

После непродолжительной эксплуатации на Белорусской и Горьковской железных дорогах электропоезд в 1971 году был расформирован, его моторные вагоны были списаны, а прицепные подверглись модернизации электрической части для совместной эксплуатации с моторными вагонами ЭР22 и после стали использоваться как подменные в составах этих поездов вплоть до списания.

### Электропоезд ЭР2Р

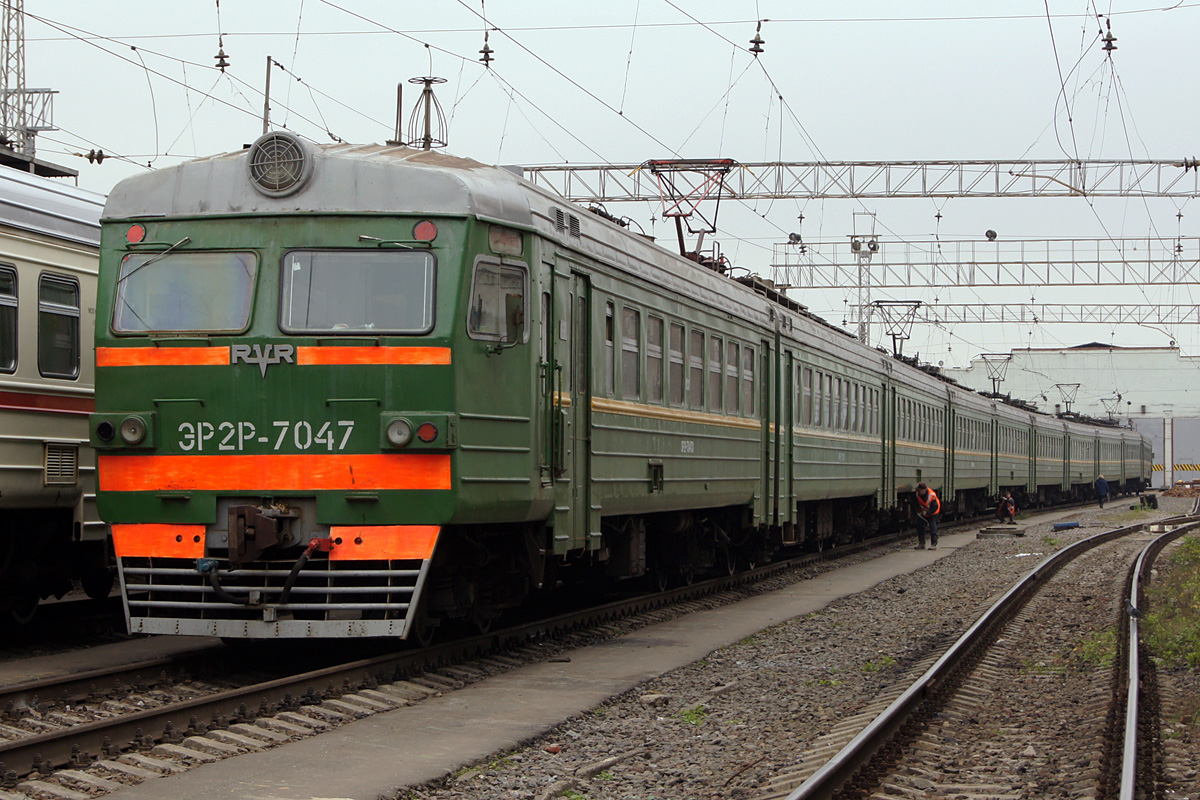
ЭР2Р-7047

Электропоезд ЭР2Р создан на базе механической части серийного электропоезда ЭР2 и электрооборудования ЭР22В. Как было указано выше, большая осевая нагрузка моторных вагонов привела к отказу от конструкции вагонов ЭР22. Было принято решение максимально сохранить электрическую часть (с возможностью рекуперативно-реостатного торможения) с использованием зарекомендовавшей себя конструкции более короткого вагона. Первоначально даже планировалось оформить новый поезд как очередную версию той же серии — ЭР22К (индекс «К» указывал на короткие вагоны), а также продолжить нумерацию (после номера 70). Однако созданный опытный образец вместо ЭР22К-71 был оформлен как ЭР2Р-7001.
Далее было выпущено ещё 88 составов ЭР2Р, после чего РВЗ перешёл к выпуску его улучшенной версии ЭР2Т (также был освоен как ЭТ2 Торжокским вагоностроительным заводом) и спроектировал электропоезд ЭР24 (освоен Демиховским машиностроительным заводом как ЭД2Т), схема электрооборудования которого во многом идентична и совместима с ЭР2Т.

### Реактивный вагон СВЛ
Для исследования в области создания скоростных поездов был создан специальный вагон, оснащённый реактивными двигателями.
Вагон был модернизирован Калининским вагоностроительным заводом совместно с КБ им. Яковлева на базе моторного головного вагона ЭР22, изначально предназначавшегося для так и не выпущенного электропоезда ЭР22-67. В ходе модернизации под него подвели тележки, аналогичные применяемым на прицепных вагонах ЭР22-09 с пневматическим подвешиванием во второй ступени, смонтировали обтекатели на лобовой части и щиты по бокам вагона на уровне тележек и подвагонного оборудования и смонтировали в кузове оборудование для обеспечения работы двигателей, а на крыше над кабиной машиниста установили специальную стойку с двумя авиационными турбореактивными двигателями АИ-25, заимствованными у самолёта Як-40. Во время испытаний вагон показал рекордную для того времени скорость на колее 1520 мм в 249 км/ч (по некоторым данным даже 274 км/ч).
В 1975 году после запуска скоростного электропоезда ЭР200 необходимость в СВЛ с его прожорливыми и требующими большого внимания реактивными двигателями отпала, и вагон был возвращён по принадлежности на завод-изготовитель. Там он находился некоторое время в различных тупиках, ветшая и подвергаясь разграблению, и постепенно превратился в сарай на колёсах. В период 1999—2003 гг. рассматривался вариант передачи СВЛ в музей Октябрьской железной дороги на пути Варшавского вокзала Санкт-Петербурга, но из-за неудовлетворительного состояния тележек так и не удалось решить вопрос перегонки вагона. К сожалению в 2008 году уникальный вагон был порезан, для истории была сохранена только его лобовая часть с реактивными двигателями, которая была покрашена и установлена как памятная стела в честь 110-летия Тверского завода.

## Эксплуатация
В 1965 году первый четырёхвагонный состав ЭР22 проходил тягово-энергетические испытания на кольце ВНИИЖТ в Щербинке, а второй — динамические испытания на участке Петушки — Владимир Горьковской ЖД. Вскоре после завершения испытаний они были сцеплены в один восьмивагонный состав ЭР22-01, который поступил в депо Перерва Московской железной дороги, куда начали прибывать и серийные поезда. В силу больших отличий от остальных составов серии, электропоезд ЭР22-01 проработал с пассажирами недолго и в конце 60-х годов был передан на завод-изготовитель, где использовался для испытаний и доводки опытного электрооборудования и больше в эксплуатации не был.
Первоначально электропоезда серии ЭР22 поступали для работы на Московскую железную дорогу в депо Перерва (Курское направление), Нахабино (Рижское направление) и им. Ильича (Смоленское направление). В 1968 году один из составов (ЭР22-54) был передан на Северо-Кавказскую железную дорогу (СКЖД) в депо Минеральные Воды, куда в дальнейшем были переданы некоторые другие поезда этой серии.
Из депо Перерва по Курскому направлению такие вагоны изначально эксплуатировались в восьмивагонной составности, и до середины 1980-х годов эти вагоны из Москвы также следовали и прямым рейсом в Тулу. Но позже эти вагоны стали эксплуатироваться уже только на пригородных маршрутах, и самой дальней точкой их маршрута из Москвы была уже станция Серпухов. А на маршрут до Тулы стали уже выходить более современные вагоны типа ЭР2 уже с плоской (квадратной) кабиной, которые тоже с завода стали поставляться в депо Перерва. Вагоны ЭР2 приписки депо Перерва стали эксплуатироваться на всех маршрутах — как на пригородных, так и на межрегиональных (в частности межрегиональный маршрут "Москва — Тула"), а вагоны ЭР22 с середины 1980-х годов стали эксплуатироваться  только на пригородных маршрутах Курского направления в пределах станции Серпухов. На Курском направлении Московской железной дороги проработали до середины 1990-х годов.
С учётом малого пассажиропотока на СКЖД имелись случаи разделения поездов ЭР22 на две отдельные секции. К началу 1990-х годов ЭР22 на Московском узле оставались только в депо Перерва, и в период 1989—1996 годов происходило их массовое исключение из инвентаря на Московской железной дороге (МЖД). Часть составов в период 1989—1991 годов была передана на ведомственную ветку, обслуживающую город Степногорск (Республика Казахстан) и близлежащие предприятия.
По состоянию на 2016 год в Степногорске эксплуатируются пять составов; номера: 19, 34, 50 (использовался для рекламного плаката рижских электропоездов), 51, 64. На Северо-Кавказской дороге электропоезда ЭР22 эксплуатировались дольше всех из поездов этой серии российской приписки и были исключены из парка в период 2000—2002 годов. Также некоторые составы числились в депо Свердловск-Пассажирский и Челябинск. Отдельные моторные вагоны (напр. ЭР22-66), в середине 1990-х годов были переданы с Московской на Свердловскую и Южно-Уральскую железные дороги, где использовались в качестве служебных электропоездов укороченной составности.
Электропоезда ЭР22М и ЭР22В с завода поступили в депо Нахабино и обслуживали Рижское и Курское направления МЖД. В конце 1980-х годов оба ЭР22В перевели в депо Новомосковск МЖД. К началу 1990-х годов оба ЭР22М были списаны, а ЭР22В эксплуатировались до 1994 года.

## Сохранённые электропоезда
Электропоезд состоит из вагонов двух типов, и для полного представления его в музее достаточно было разместить в экспозиции хотя бы по одному из них. В одном случае удалось сохранить целую четырёхвагонную секцию.
Известно как минимум о четырёх электропоездах ЭР22, вагоны которых были сохранены для истории:
- ЭР22-29 (как минимум три вагона, среди которых головные ЭР22-2908 и ЭР22-2904) — в Ростовском музее железнодорожной техники (на экспозиционной площадке на станции Гниловская); окраска — стандартная для МПС СССР: зелёный с жёлтой полосой под окнами. По состоянию на конец 2016 года на площадке оставался только вагон ЭР22-2908;
- ЭР22-38 (головные вагоны ЭР22-3806 и ЭР22-3808) — в музей истории железнодорожной техники Московской железной дороги (экспозиция на Рижском вокзале в Москве); окраска — по типу заводской: тёмно-красный низ, жёлтый верх;
- ЭР22-49 (головной вагон ЭР22-4908) — на экспериментальном кольце ВНИИЖТ (был передан в августе 1999 года в лабораторию электропоездов ВНИИЖТ); окраска — зелёный низ, серый верх. В некотором роде можно причислить к экспонатам местной коллекции образцов подвижного состава;
- ЭР22-55 (вагоны ЭР22-5506, ЭР22-5505, ЭР22-5503 и ЭР22-5508, то есть полная четырёхвагонная секция) — в музее Октябрьской железной дороги (по состоянию на 2011 год находился в запаснике музея у платформы «Паровозный музей» в ожидании реставрации); окраска — стандартная для МПС СССР.

## Культурные аспекты
- Электропоезд ЭР22 можно увидеть в фильме «Лекарство против страха» (режиссёр Альберт Мкртчян, Свердловская киностудия, 1978), в эпизоде с возвращением главного героя с дачи тестя профессора Панафидина[18].
- Модифицированная модель (ЭР22М-067) появляется в первых (после титров) кадрах фильма «Если это случится с тобой» (режиссёр Л. Борисова, Центральная киностудия детских и юношеских фильмов им. М. Горького, 1973[19].

### Комментарии
1. 1 2 3 4 5  Высокая платформа — платформа, высота которой над уровнем головки рельса (УГР) составляет 1100 мм. Средняя платформа — платформа, высота которой над УГР составляет 550 мм. Низкая платформа — платформа, высота которой над УГР не более 200 мм[5].

### Фотографии и приписка
- Фотографии и приписка ЭР22 на сайте «RailGallery»
- Фотографии и приписка ЭР22 на сайте «Российские электропоезда»
- Фотографии ЭР22 на сайте «Паровоз ИС»
- Фотографии ЭР22 на сайте «Photo RZD»
- Фотографии ЭР22 на сайте «Train Photo»
- Фотографии деталей ЭР22 на сайте «Scale Trains Club»

### Фильмы
- Электропоезд ЭР2 (часть 2). Документальный фильм об электропоездах семейств С, ЭР (ЭР22 в 17:46 — 23:14, ЭР22М в 42:04 — 43:17, ЭР22В в 49:09 — 50:00)